# عابس بن ربيعة
عَابِسُ بْنُ رَبِيْعَةَ تابعي ومحدّث كوفي مخضرم حُجَّةٌ كما قال عنه الذهبي.

## روايته للحديث النبوي الشريف
روى عمرو بن ثابت، عن عبد الرحمن بن عابس، عن أبيه، قال: قال رسول الله صلى الله عليه وسلم: «خير إخوتي علي، وخير أعمامي حمزة». رواه الكرماني بن عمرو، عن عمرو بن ثابت، مثله.
أخبرنا إبراهيم بن محمد الفقيه وغيره بإسنادهم إلى أبي عيسى الترمذي، حدثنا هنّاد، حدثنا أبو معاوية، عن الأعمش، عن إبراهيم، عن عابس بن ربيعة، قال: رأيت عمر بن الخطاب يقبل الحجر،
ويقول: إني أقبلك، وأعلم أنك حجر، ولولا أني رأيت رسول الله صلى الله عليه وسلم يقبلك، لم أقبلك.
حدث عنه ابناه : إبراهيم وعبد الرحمن ، وإبراهيم النخعي ، وأبو إسحاق السبيعي ، وآخرون . له أحاديث يسيرة .